# ديبورا برات
ديبورا برات (بالإنجليزية: Deborah Pratt)‏ (و. 1951  م) هي ممثلة، وكاتبة سيناريو، ومنتجة تلفزيونية، ومخرجة أفلام، وروائية، وممثلة تلفزيونية، وكاتِبة، وممثلة أفلام، وممثلة صوت أمريكية، ولدت في شيكاغو.

## وصلات خارجية
- ديبورا برات على موقع IMDb (الإنجليزية)
- ديبورا برات على موقع ألو سيني (الفرنسية)
- ديبورا برات على موقع أول موفي (الإنجليزية)
- ديبورا برات على موقع قاعدة بيانات الأفلام السويدية (السويدية)
- ديبورا برات على موقع ديسكوغز (الإنجليزية)
- ديبورا برات على موقع ديسكوغز (الإنجليزية)
- ديبورا برات على موقع قاعدة بيانات الفيلم (الإنجليزية)
- ديبورا برات على موقع كينوبويسك (الروسية)